# Joshua King
Joshua Christian Kojo King (ur. 15 stycznia 1992) – norweski piłkarz grający na pozycji napastnika w angielskim klubie Watford.
7 września 2012 roku zadebiutował w reprezentacji Norwegii.
Jego ojciec pochodzi z Gambii, a matka jest Norweżką. Wychowywał się w Romsås, dzielnicy Oslo.